# Anemia infettiva equina
L'anemia infettiva è una malattia virale degli equini a bassa contagiosità e a bassa mortalità caratterizzata da febbre intermittente e debilitazione progressiva. L'essere umano è immune dal contagio da AIE.
Dopo la penetrazione del virus, questo inizia a riprodursi all'interno delle cellule infettate molto velocemente. In seguito l'organismo ospite inizia a produrre anticorpi e si innesca la formazione di immunocomplessi. Questi ultimi sono i principali responsabili dell'insorgenza delle febbri.
Dai soggetti colpiti l'infezione si propaga anche agli altri animali (sempre equidi, comunque) tramite insetti (mosche o zanzare) che si comportano esclusivamente come vettori meccanici.

## Eziologia
L'anemia infettiva equina è causata dall'Equine Infectious Anemia Virus (EIAV), un virus appartenente all'ordine Ortervirales, famiglia Retroviridae, sottofamiglia Orthoretrovirinae, genere Lentivirus.
Si tratta di un virus a RNA, provvisto di envelope, capace di integrare il proprio genoma all'interno di quello della cellula ospite grazie alla trascrittasi inversa, che produce DNA a partire da RNA. Questo meccanismo è alla base della sua elevata capacità di mutare.

## Patogenesi
L'anemia equina è una malattia particolarmente poco contagiosa. Solo gli individui malati (non quelli positivi al test) trasmettono la malattia; la stragrande maggioranza degli equidi trovati positivi al test di Coggins sono sani e lo rimarranno tutta la vita almeno rispetto a questa malattia). Bisogna infatti differenziare tra cavalli sani ma positivi al test (90%) che non sono né saranno mai veicolo di infezione, cavalli positivi al test e in fase cronica che, anch'essi, non sono veicolo di infezione e cavalli positivi al test in fase acuta e subacuta, questi essendo gli unici che possono trasmettere il virus. Studi recenti effettuati in Brasile su cavalli selvaggi hanno dimostrato che il 30% dei cavalli risultano positivi al test di Coggins, pur continuando a vivere una vita normale.
Il virus si trasmette principalmente ad opera di insetti ematofagi (tabanidi e stomoxidi) che fungono da vettori meccanici. In sostanza il tafano che punge un cavallo malato mantiene il virus nel suo apparato buccale per un periodo tra i 30 minuti e le 3 o 4 ore, tempo in cui è un potenziale veicolo di diffusione. Dato il breve tempo di sopravvivenza del virus nell'apparato buccale del dittero, è necessario che la femmina che sta pungendo un cavallo malato sia scacciata e vada a pungere un altro soggetto per poter trasmettere il virus. Eventualità possibile anche se non particolarmente frequente; il tafano tenta in genere di pungere lo stesso soggetto in un'altra parte del corpo, questo per ovvie ragioni dovute alla mole del cavallo e alla navigazione dell'insetto.
Riassumendo, per propagare l'infezione, è necessario un cavallo veramente malato (il 10% dei positivi) e che sia in fase acuta o sub-acuta (una piccola parte di quelli malati), dobbiamo essere in una stagione calda (d'inverno gli insetti ematofagi sono molto rari) e una doppia puntura su soggetti diversi (evento molto raro).
Dopo la penetrazione del virus, questo inizia a riprodursi all'interno dei macrofagi molto velocemente, normalmente il periodo di incubazione fino all'eventuale comparsa della malattia è compreso tra i 10 e i 20 giorni; esso può tuttavia variare tra 1 e 90 giorni a cui possono far seguito intervalli di mesi o anni in cui non compaiono sintomi. In seguito a questo l'organismo ospite inizia a produrre anticorpi e si innesca la formazione di immunocomplessi. Questi ultimi sono i principali responsabili dell'insorgenza delle febbri.
I puledri nati da madri infette che risultano sierologicamente positivi nei primi mesi di vita per trasferimento dell'immunità materna attraverso il colostro si negativizzano intorno al sesto mese di vita (periodo in cui l'immunità materna scema) risultando non infetti. Lo stretto contatto di questi con le madri (senza infettarsi) per tutto il periodo dell'allattamento è un'ulteriore riprova della difficoltà della trasmissione della malattia.

## Clinica
La sintomatologia comprende attacchi di febbre alta, anemia, dimagrimento e calo del rendimento. In casi sporadici può sopraggiungere la morte improvvisa. In via teorica sono soggetti all'anemia infettiva tutti gli equidi, tuttavia non sono riportati in letteratura casi di contagio con asini, muli e bardotti.
Il decorso della malattia può essere:
- Acuto ( e sub-acuto); un sintomo tipico è la febbre alta oltre i 40 °C (La normale temperatura di un cavallo sano è 38 °C). A ciò si aggiunge una spiccata debolezza muscolare, un'andatura barcollante e tremori. Di norma si riscontrano diffuse emorragie puntiformi nella zona sublinguale. Anemia riconducibile alla distruzione dei globuli rossi (emolisi) e alla carenza di piastrine (trombocitopenia). Non sono infrequenti particolari turbe cardiache e renali. Di norma l'appetito è buono nonostante il grave stato di malattia. I decessi sono frequenti nel caso di varianti del virus particolarmente aggressive. Esiste anche una forma sub-acuta che presenta gli stessi sintomi della forma acuta, ma più attenuati.
- Cronico; l'equide mostra spossatezza e una riduzione del peso nonostante l'appetito buono. Dopo lo sforzo fisico si evidenzia di solito un attacco di febbre. Non di rado si manifestano sintomi a carico del sistema nervoso centrale come apatia e intontimento. L'esito della malattia è molto vario: l'equide può guarire completamente ma resta portatore del virus: le febbri diminuiscono di intensità col tempo fino a che la malattia rimane completamente priva di sintomi.
- Asintomatico spesso chiamata anche latente non è in realtà una forma della malattia bensì la semplice presenza di anticorpi nel sangue[2]

### Diagnosi

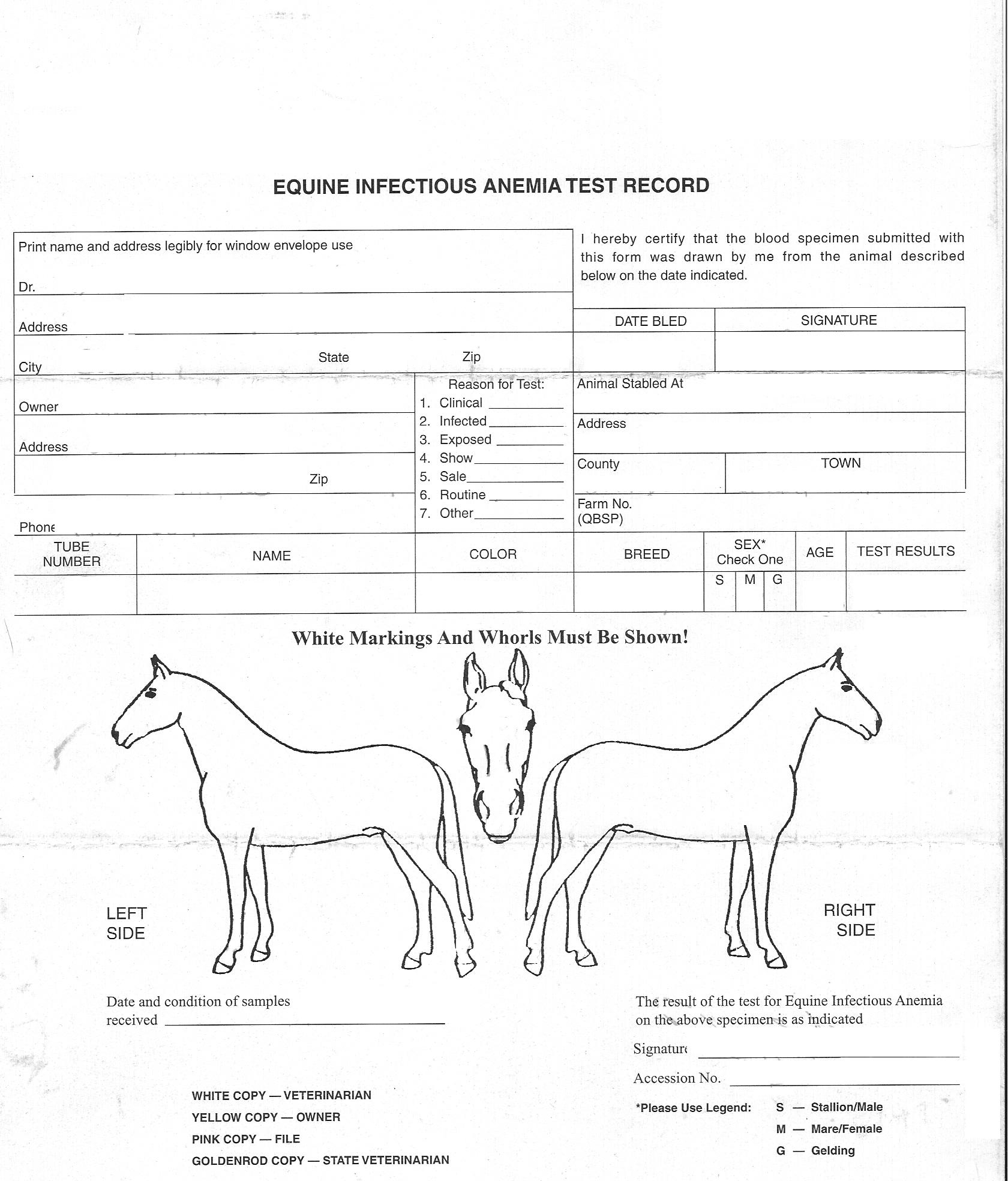
Formulario per il test di Coggins per la diagnosi dell'anemia infettiva equina

Un'anamnesi ambientale ed individuale può indurre il sospetto e può essere un grande aiuto nello scovare la malattia, ma per maggiore sicurezza è necessario rifarsi ad analisi di laboratorio.
Il sospetto di AIE può sussistere a fronte dei seguenti sintomi:
- Attacchi di febbre in assenza di un motivo preciso
- Dimagrimento, anemia e trombocitopenia in assenza di una causa evidente
- Emorragie puntiformi nella zona sublinguale
- Ottimo appetito in presenza di febbre alta

L'anemia, che generalmente si presenta in forma grave si manifesta con mucose color porcellana, quasi bianche, riscontrabili nella congiuntiva che riveste l'interno delle palpebre e nelle mucose della bocca.
La diagnosi di anemia infettiva degli equini può essere confermata da un'analisi di laboratorio, nota come test di Coggins. I cavalli che risultano positivi al test di Coggins sono da classificare come soggetti portatori del virus per tutta la vita, anche se non manifestano alcun sintomo della malattia e sono tecnicamente sani.
Con riferimento alle metodologie diagnostiche per la diagnosi di AIE, il Centro di Referenza Anemia Infettiva Equina (CRAIE) ha validato la metodica AGID approvata dall'Organizzazione Mondiale per la Salute Animale. Il CRAIE ha quindi proceduto alla elaborazione, emissione e distribuzione, agli enti che ne hanno fatto richiesta, della procedura relativa all'esecuzione dell'AGID secondo il metodo previsto.
Il CRAIE ha inoltre messo a punto un protocollo per la diagnosi di Anemia Infettiva Equina attraverso la ricerca diretta di DNA provirale in leucociti e cellule tissutali mediante l'impiego di Nested-PCR.

## Prevenzione
Per evitare il contagio il vaccino è inutile, dato che ad ogni febbre il virus si modifica geneticamente, tuttavia, nel caso di individui realmente malati, si attuano cure sintomatiche, come per tutte le malattie virali.
L'unica protezione possibile è la comune profilassi effettuata con altre malattie che usano gli insetti come vettori, come la filariosi e la leishmania del cane o la malaria umana. Un'altra possibilità, valida per tutte le malattie in qualsiasi essere animato, è l'isolamento o l'abbattimento di ogni individuo positivo, ancorché sano.

## Normativa italiana
Fino al 1994, in Italia, il controllo dell'anemia infettiva equina era regolamentata, oltre che dagli artt. 99 e 100 del Regolamento di polizia veterinaria 320/54 (tuttora vigenti ma modificati dal DPR 243/94 per quanto riguarda le modalità di revoca delle misure di focolaio), dal DM 4/12/76 che assicurava il controllo diagnostico individuale a tutti gli equini destinati a concentramenti e poneva di fatto gli ippodromi nella condizione di acquisire lo status di indennità da malattia. Il provvedimento era stato emanato per far fronte alla comprovata presenza dell'AIE in Italia.
Anche se solamente alcune Regioni avevano adottato piani di controllo sistematici che interessavano tutto il patrimonio equino regionale, in effetti risultava soggetta a verifica sanitaria una larga parte del comparto equino nazionale, in particolare tutto il circuito dell'allevamento degli ippodromi e dei concorsi ippici.
Con l'emanazione della circolare ministeriale n. 3/95 si erano venute a creare le condizioni per un progressivo abbandono dell'attività di controllo della malattia con l'eccezione di limitati piani territoriali, degli adempimenti correlati alle importazioni da Paesi Terzi e delle autorizzazioni dei riproduttori maschi.
In Italia, la malattia è tornata in forma clinicamente manifesta nel 2006, a causa di alcune sacche di plasma infetto distribuite in centro-Italia portando alla morte alcuni soggetti. Per la Legge italiana i cavalli vivi importati dall'estero per la macellazione (79'000 capi solo nel 2006) non avevano bisogno di alcun test per l'anemia infettiva, pur provenendo in molti da casi da zone dove l'AIE è endemica (per es. Romania).
Nel 2010 veniva emanata l'Ordinanza 8/8/2010 che rimodulava il Piano, confermando il controllo annuale nelle Regioni Abruzzo, Molise, Umbria e Lazio e rendendolo biennale nelle rimanenti Regioni. L'Ordinanza aveva durata biennale ed è attualmente scaduta, dall'agosto 2012.
Ad oggi è in vigore il Decreto 2 febbraio 2016: Piano nazionale per la sorveglianza ed il controllo dell'Anemia infettiva equina.